# Zona Sul de Londres

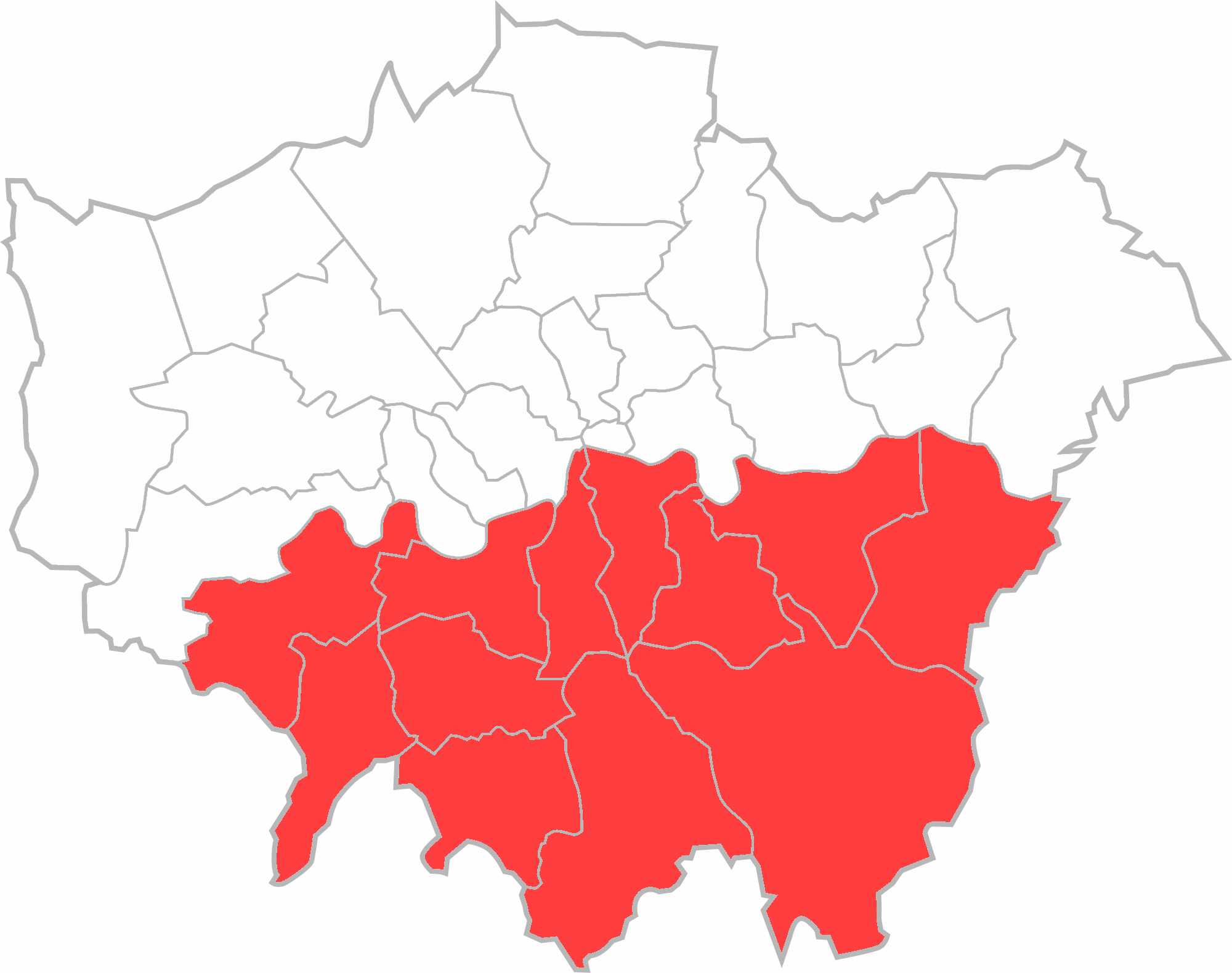

South London (em português o Sul de Londres) é a zona sul ao rio Tâmisa em Londres, Inglaterra. Trata-se de uma configuação imprecisa e a área de abrangência é definida de forma diferente para uma variedade de propósitos entre eles o de cariz cultural. Comum a estas definições, é a inclusão de todos os distritos situados ao sul do rio Tâmisa e é usado em comparação com a North London, o norte de Londres. A região é constituída pelos distritos, no todo ou em parte, de Bexley, Bromley, Croydon, Greenwich, Kingston, Lambeth, Lewisham, Merton, Richmond, Southwark, Sutton e Wandsworth.
O sul de Londres começou em Southwark, no extremo sul da Ponte de Londres, que foi a primeira travessia permanente sobre o Rio Tâmisa e sua história de construção está intimamente relacionada com a história do país. 
O desenvolvimento inicial da área foi resultado direto da existência e localização da ponte. Em 1720, a obra  Survey of London de John Strype descreveu Southwark como uma das quatro áreas distintas de Londres na época; nele, o autor descreve a Cidade de Londres, Westminster (oeste de Londres), Southwark (sul de Londres) e 'aquela parte além da Torre' (leste de Londres). A área hoje comumente chamada de Norte de Londres desenvolveu-se posteriormente. Até meados do século XVIII, não havia outras pontes cruzando o rio e, portanto, o crescimento urbano era consideravelmente mais lento no sul do que nas áreas ao norte do Tâmisa.
A abertura da Ponte de Westminster, e outras pontes subsequentes a oeste, estimulou o crescimento do sudoeste, mas apenas a Tower Bridge (Ponte da Torre) foi construída a leste da Ponte de Londres, então a região sudeste cresceu mais lentamente, pelo menos até que as Docas Comerciais de Surrey fossem construídas.

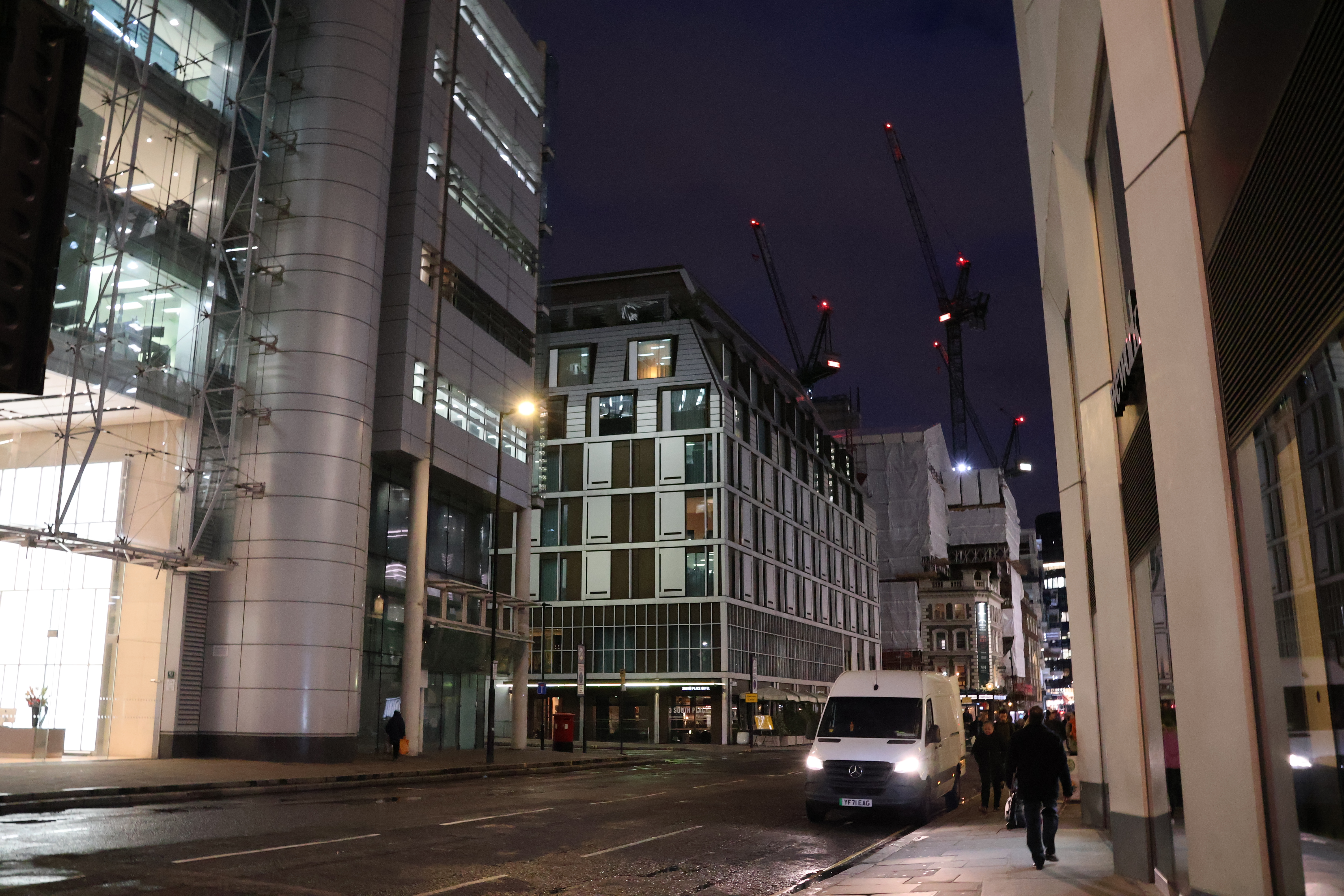
Fotografia ambientada em South Place, Londres, criada por DISCOA340, em janeiro de 2024.

O desenvolvimento de uma densa rede ferroviária em meados do século XIX acelerou significativamente o crescimento da região. O Condado de Londres foi formado em 1899, incorporando os seguintes distritos ao sul do rio: Wandsworth, Lambeth, Battersea, Camberwell, Southwark, Bermondsey, Deptford, Lewisham, Greenwich e Woolwich. 
Durante a primeira metade do século XX, cidades como Kingston, Croydon e Bromley, gradualmente se fundiram com o sul de Londres, até a formação da Grande Londres em 1965. 
Até finais do século, muito pouco da rede ferroviária subterrânea de Londres ficava ao sul do rio, em grande parte devido à geologia desafiadora, no entanto, a tecnologia do século XXI vem tornando a construção de túneis muito mais barata e isso poderá levar a melhor oferta subterrânea, com a linha Crossrail 2 proposta, juntamente com extensões para as linhas Northern e Bakerloo. 
Porém, a região é servida por diversificada rede de linhas de transporte de superfície, como trens, ônibus e elétricos.  

## Organizações Associadas
- South London Gallery

- South London Botanical Institute